# 山茶花工作室
山茶花工作室是位於日本的電子遊戲開發公司，於2025年由前網易櫻花工作室員工小澤健司公開宣佈成立。公司團隊規模為三人。

## 歷史
山茶花工作室由小澤健司創辦。他曾在網易櫻花工作室任職，以總監身份參與開發《聖劍傳說 瑪娜幻象》。該遊戲發行後不久，傳出櫻花工作室將被裁撤。小澤自此考慮出路，他認為在日本大型遊戲公司擔任製作人，難以投入自己喜愛的遊戲開發，故決定趁年轻集結志同道合者自行開發遊戲。小澤在2024年10月31日辭職，後於同年12月在日本東京都新宿區高田馬場創立山茶花工作室，2025年3月2日發佈影片公開成立。小澤表示，櫻花工作室的經歷對自己彌足珍貴，希望運用在此期間積累的技術經驗繼續發展，故選擇以花卉命名工作室。山茶花具有嚴冬盛放的特性，象徵工作室在遊戲行業裁員潮等困境中取得成功，最終定為工作室名稱。
成立之初，團隊包括小澤健司在內僅三人。小澤身兼公司代表董事及制作人，其餘兩人專職負責遊戲開發。管理方面，小澤指，曾遇遊戲行業管理層將自身過失歸咎於開發者，因此決心打造“管理層能夠保護開發者”的公司環境。同時，他希望通過提供自由創作空間，吸引開發者加入。公司資金上，全由小澤自資，公司對他人投資有所保留，以避免決策受制於他人。2025年3月25日，山茶花工作室與電腦繪圖及藝術製作公司Glitz Visuals達成資本和業務合作協議。工作室將業務分為三類：協助其它公司開發、主導開發並與其它公司合作、獨立開發。而遊戲開發方面，團隊採用虚幻引擎，並以開發定價19至29美元、遊玩時長10至20小時、能讓玩家回想自身經歷的遊戲為目標。

## 外部連結
- 官方网站